# Daniël Declercq
Daniël Declercq (Stene, 9 april 1935 – Oostende, 12 december 2017) was een Vlaams kunstschilder en tekenaar.
Hij werkte vooral in olieverf, aquarel en pastel. Zijn thematiek was bij voorkeur zeegezichten.

## Jeugd
Reeds op jonge leeftijd ging Declercq aan de slag bij Spaarzaamheid Economie Oostende of SEO, als loopjongen. Zo kwam hij met bestellingen bij mensen van allerlei rangen en standen bij wie hij ook kunstwerken zag die hem aanspraken en inspireerden.

## Debuut
In 1952, op 17-jarige leeftijd, schilderde hij als autodidact zijn eerste werk, een stilleven met parkieten.
Tijdens zijn militaire dienst in Duitsland verzorgde hij de militaire farmacie en had hij op rustige momenten ook de kans om te schilderen. Na zijn dienstplicht begon hij een loopbaan bij de bank BBL. Hij verdiende buiten zijn werktijd wat bij, als croupier in het Casino-Kursaal van Oostende.

## Academie
Omdat hij ondertussen gepassioneerd verder bleef schilderen, wilde hij zich verder verdiepen en volgde hij een opleiding aan de Stedelijke Academie van Oostende, waar hij in 1979 zijn diploma behaalde. De docenten en eveneens jury voor het examen waren Gustaaf Sorel, Anto Diez, Roland Devolder, August Michiels en Maurice Boel.
Nadien bleef hij zich bijscholen, onder andere door de zomeracademie te volgen bij zijn goede vriend Marc Plettinck. Er waren door de jaren heen ook verschillende tentoonstellingen van zijn werk.

## Verdere levensloop
Op 68-jarige leeftijd kreeg Declercq een CVA, waardoor hij aan zijn rechterkant verlamd raakte en zijn spraak verloor. Aangezien hij rechtshandig was, dacht hij in eerste instantie dat dit het einde van zijn schilderscarrière betekende. Na een langdurige revalidatie leerde hij echter nog linkshandig schilderen, wat werken opleverde in een wat ruwere stijl.

## Literatuur

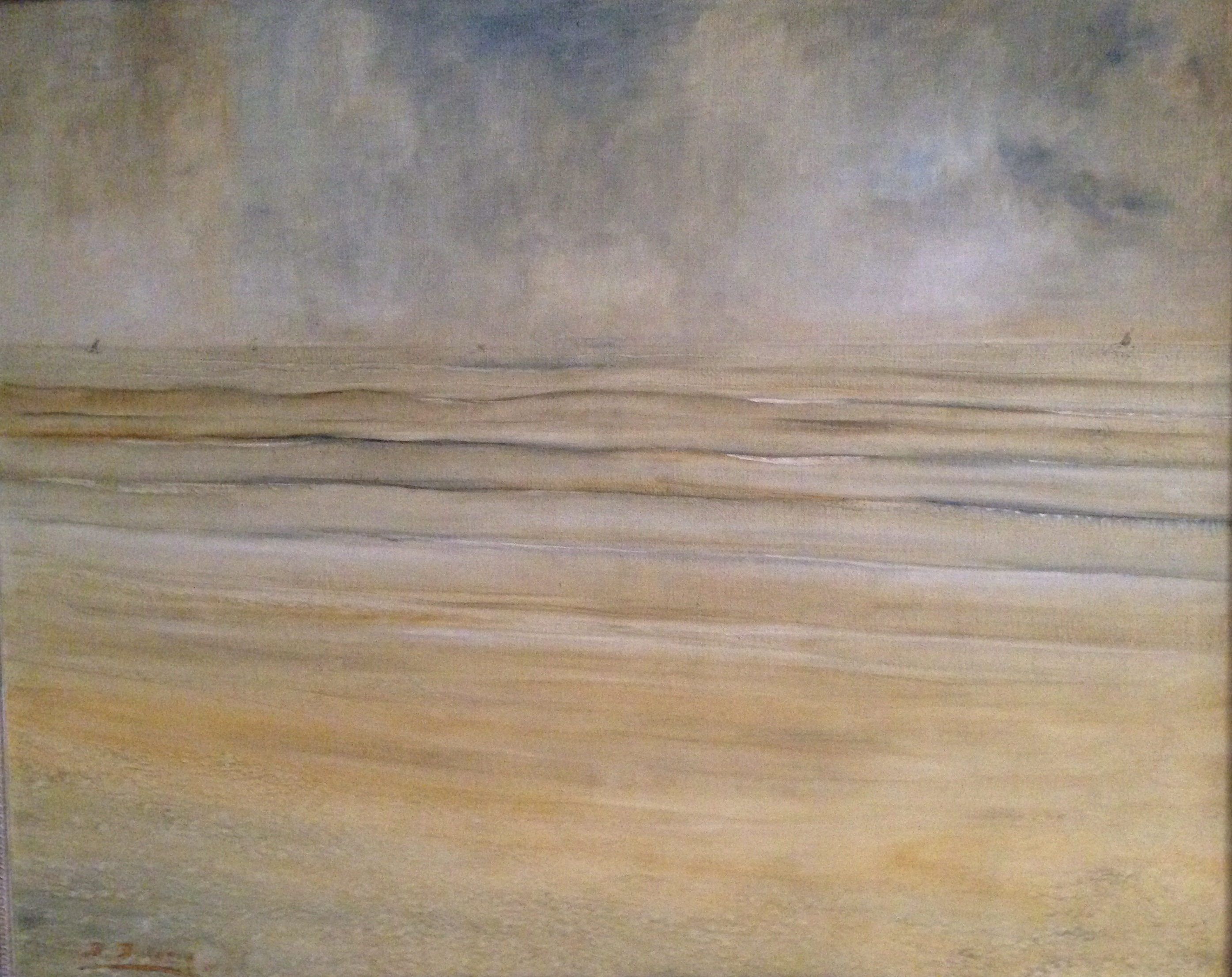
Zeegezicht
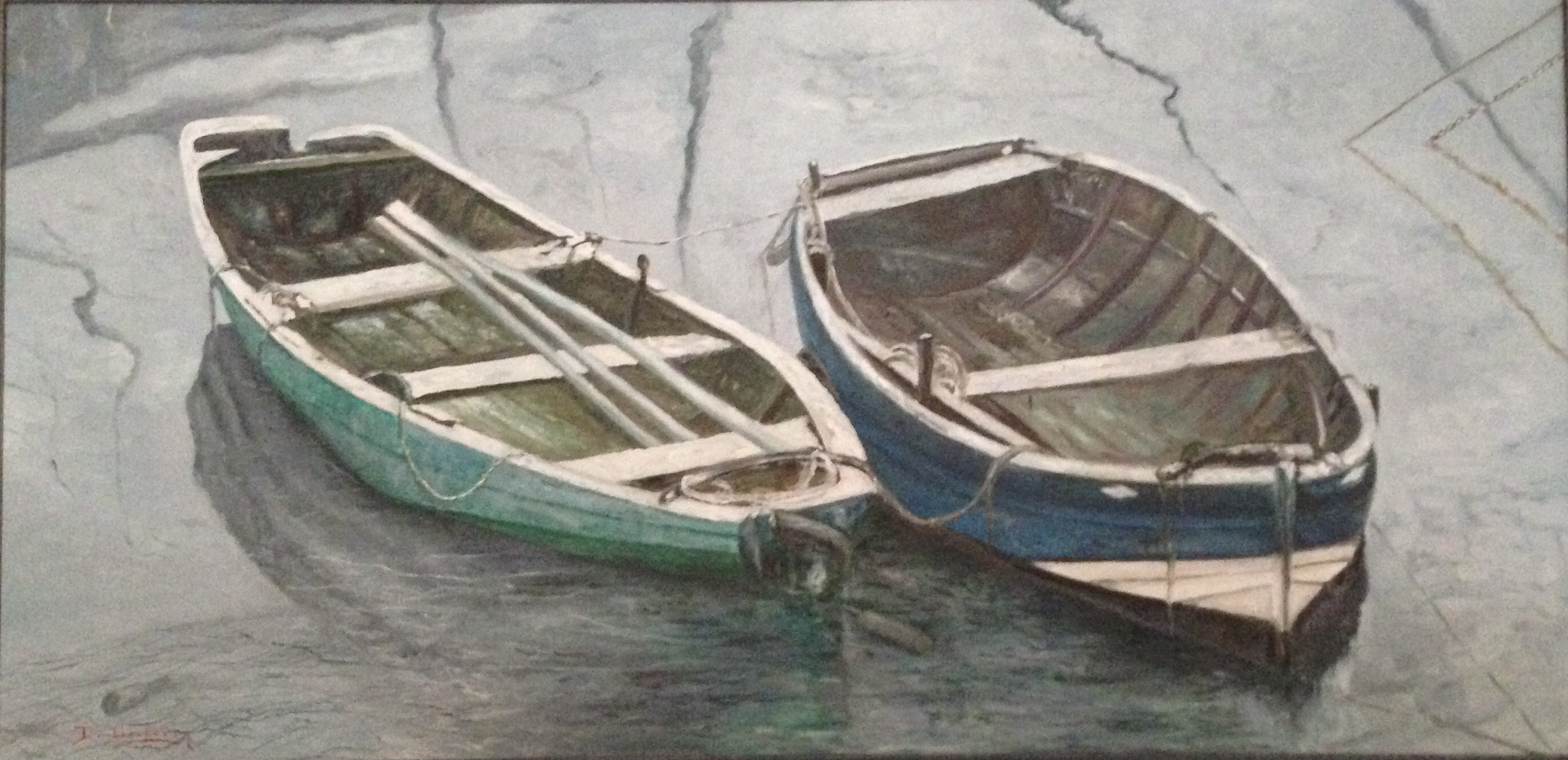
Jollen in het ijs